# 约翰·南斯·加纳
约翰·南斯·加纳三世（John Nance Garner III），绰号“仙人掌·杰克”（Cactus Jack，1868年11月22日—1967年11月7日），美国政治家，曾于1931年至1933年间出任第39任美國眾議院議長，并在1933年至1941年间出任第32任副總統。他是羅斯褔政府執政時，反對罗斯福新政的代表人物。

## 早年生活及家庭
约翰·南斯·加纳1868年11月22日出生于美国德克萨斯州底特律附近的红河县境内，其父亲为约翰·南斯·加纳二世（John Nance Garner II），母亲萨拉·简·古斯特（Sarah Jane Guest） （页面存档备份，存于） 。约翰·南斯·加纳曾在范德堡大学就读，但是仅仅一个学期之后他就辍学并回到家乡。

## 德克萨斯州政坛
1901年作為德克萨斯州眾議院曾投票通過人頭稅，藉此剝奪了黑人及貧窮白人的投票權。1903年進入美國眾議院。1929－1931年擔任國會眾議員及少數黨領袖，其後擔任國會眾議院議長。

## 出任副总统
羅斯褔于1932年在民主黨大會獲選為總統候選人，他提名加納為副總統候選人。當時正值經濟大蕭條，美國國民對共和黨長期執政日表不滿，因此兩人在11月大選雙雙當選。他于1933年－1941年出任第32任美国副总统，擔任了兩屆。加納在1937年連任副總統後，由於反對羅斯褔新政擴至最高法院等領域，成為羅斯福頭痛的對手。1940年不獲再度提名。

## 晚年生活和遗产
1963年11月22日，加納慶祝95歲的生日，時任美國總統約翰·F·甘迺迪早上致電祝賀，僅僅數小時後，甘迺迪於達拉斯遇刺身亡，年仅46岁。
1967年11月7日，加纳在德克萨斯州尤瓦尔迪的家中安详离世，享耆壽98歲350天，距離99岁生日只差15天。他是美国历史上最长寿的副总统，去世后被安葬在德克萨斯州国家公墓。